# Brenda Gandini
Brenda Gandini (Cipoletti, Río Negro tartomány, Argentína, 1984. augusztus 8. –) argentin modell, színésznő. A magyar nézők a Csacska angyalban és a Te vagy az életemben láthatták. A Csacska angyalban Oliviát, a Te vagy az életemben Mariát játszotta.

## Életrajz
1984. augusztus 8-án született Cipolettiben. Édesanyja a híres argentin modell, Daniela Cardone. Nem sokkal azután, hogy Brenda megszületett a szülei elváltak. Az édesanyja Buenos Airesbe költözött, hogy modellkarriert csináljon, így Brendát az édesapja nevelte fel, de az édesanyjánál töltötte a nyári szüneteket. Van egy nála öt évvel fiatalabb öccse, Junior, aki az édesapja második házasságából született. Párja  Gonzalo Hereida. 2011. augusztus 16-án megszületett első gyerekük, egy fiú, Eloy. 2017. augusztus 22-én megszületett második gyerekük, egy lány, Alfonsina.

## Karrier
- Színészi karrierje 2005-ben kezdődött, amikor megkapta Olivia szerepét a Floricienta második évadában. Olyan színészekkel játszott együtt, mint Florencia Bertotti, Fabio di Tomaso, Isabel Macedo, Benjamín Rojas, Mariana Esposito , Stefano de Gregorio vagy Agustin Sierra. Brenda a Fritzenwalden testvérek unokatestvérét játszotta, aki beleszeretett Francóba. Sokáig azt hitték, hogy lehetetlen a szerelmük, mert unokatesók. Azonban kiderült, hogy Franco nem Fritzenwalden, így boldogok lehettek együtt.
- 2006-ban a Chiquititas sin finben kapott egy kisebb negatív szerepet. Connie szerepét játszotta. Valamint a Te vagy az életemben is szerepelt pár epizód erejéig, ahol Maria szerepét játszotta.
- 2007-ben szerepelt egy internetes sorozatban, a Dirigime-ben, ebben a sorozatban Laura szerepét játszotta. Majd megkapta első főszerepét, Julietát a Romeo y Julietában, ami a Rómeó és Júlia modern feldolgozása volt. Sorozatbeli partnere Elias Vinoles volt.A sorozat kapcsán Brendát énekesnőként is megismerhette a közönség.
- 2008-ban Agustinát játszotta a Vidas robadasban. Szerepe szerint a Facundo Arana által alakított Bautista húgát játszotta.
- 2009-ben kapott egy kisebb szerepet a Ciega citasban, ebben a sorozatban Ingridet játszotta.Szerepelt még a Niniben is, ahol újra együtt játszott Florencia Bertottival.Jazmin szerepét játszotta. Szerepelt még a Los exitosos Perezben, ahol Adrianát alakította.
- 2010-ben a Malparidában alakította Barbarát.
- 2011-ben a Yo soy virgenben is szerepelt, ebben a sorozatban Luzt játszotta.
- 2012-ben szerepet kapott egy minisorozatban, a La duenában, ahol ismét együtt játszott Florencia Bertottival, valamint Juan Gil Navarro is szerepelt a sorozatban.
- 2013-ban megkapta Alejandra szerepé, a Mi amor, mi amor című sorozatban, ahol ismét együtt játszik Juan Gil Navarróval.
- 2014-ben Giselát alakította az Esa mujerben.
- 2015-ben a Noche y dia-ban alakítja Lucilát.
- 2016-ban megkapta Alina szerepát az Amar,despues amar című sorozatban.
- 2017-ben a Quiero vivir a tu ladoban kapott egy kisebb szerepet.

### Szerepei
| Év   | Telenovella                     | Szerep               |
| ---- | ------------------------------- | -------------------- |
| 2005 | Floricienta (Csacska angyal)    | Olivia Fritzenwalden |
| 2006 | Chiquititas sin fin             | Connie               |
| 2006 | Sos mi vida (Te vagy az életem) | Maria Azucena        |
| 2007 | Romeo y Julieta                 | Julieta Caporale     |
| 2008 | Vidas robadas                   | Agustina Amaya       |
| 2009 | Ciaga a citas                   | Ingrid               |
| 2009 | Nini                            | Jazmin               |
| 2009 | Los exitosos Perez              | Adriana              |
| 2010 | Malparida                       | Barbara Castro       |
| 2011 | Yo soy virgen                   | Luz                  |
| 2012 | La duena                        | Delfina Lacroix      |
| 2013 | Mi amor, mi amor                | Alejandra Bonicatto  |
| 2014 | Esa mujer                       | Gisela Betsabe       |
| 2015 | Noche y dia                     | Lucila Villa         |
| 2016 | Amar despues de amar            | Alina Cifuentes      |
| 2017 | Quiero vivir a tu lado          | Valentina            |
| 2018 | Morir de amor                   | Mora Zubieta         |
| 2019 | Otros pecados                   | Tania                |

### Diszkográfia
- a Floricienta színházi változatában Benjamin Rojassal énekelte a Desde que te vit
- 2007:Romeo y Julieta